# Rhincodon
Rhincodon is een geslacht van kraakbeenvissen uit de familie Rhincodontidae (Walvishaaien).

## Soort
- Rhincodon typus Smith, 1828 – Walvishaai